# Viewtiful Joe
Viewtiful Joe é um jogo eletrônico desenvolvido pelo time "Team Viewtiful", da Capcom Production Studio 4 da Capcom. Os outros jogos da série, incluindo a conversão para PS2 do primeiro jogo, foram feitos pela Clover Studio. Atsushi Inaba liderou o desenvolvimento de todos os jogos de Viewtiful Joe (primeiramente na Capcom Production Studo 4, depois na Clover Studio). O primeiro jogo foi exclusivamente produzido para Nintendo GameCube em 2003 e fez parte do Capcom Five, mas foi mais tarde lançado para PlayStation 2, em 2004, logo após a Nintendo ter assinado um contrato com a Capcom para produzir de Resident Evil 4 um jogo exclusivo para GameCube (apesar do mesmo ainda ter sido lançado para PlayStation 2). A versão em japonês do jogo foi lançada para ambos GameCube e Playstation em novembro de 2004. Uma adaptação do jogo para anime foi ao ar na estação televisiva japonesa TV Tokyo, durante o ano de 2004 e foi licenciado para distribuição aos Estados Unidos pela Geneon em 2005.

## História
Enquanto Joe e a sua namorada Silvia assistem a um filme tokusatsu durante um encontro, Silvia é sequestrada pelo antagonista do filme e levado à terra dos filmes: Movieland. Joe consegue seguir Silvia após ter sido pego e levado à Movieland pelo robô Six Majin. Dentro do filme, Joe deve resgatar Silvia da maléfica Jadow, a organização de vilões do jogo. Para ajudá-lo, Captain Blue lhe confia o V-Watch, dizendo-lhe para transformar-se em um super-herói ao dizer "Henshin" ("Transformação" em japonês), mas Joe transforma isso em seu bordão: "Henshin-a-go-go, baby!"